# 塔亞班巴
8°16′37″S 77°17′47″W / 8.27689°S 77.2965°W
塔亞班巴（西班牙語：Tayabamba），是秘魯的城鎮，位於該國西北部拉利伯塔德大區，是帕塔斯省的首府，距離特魯希略298公里，海拔高度3,245米，人口14,554，居民主要從事農業。